# Augustus Berkeley, IV conte di Berkeley
Augustus Berkeley, IV conte di Berkeley (18 febbraio 1716 – 9 gennaio 1755) è stato un ufficiale inglese.

## Biografia
Era il figlio di James Berkeley, III conte di Berkeley, e di sua moglie, Lady Louisa Lennox, figlia di Charles Lennox, I duca di Richmond.

## Carriera
Divenne un guardiamarina nel 1º Reggimento di fanteria nel mese di novembre 1734 e successe al padre il 17 agosto 1736 come conte di Berkeley. Nel 1737 fu creato Lord luogotenente del Gloucestershire e Constabile di Castel San Briavel e fu tenente colonnello del 2º Reggimento di fanteria.

## Matrimonio
Sposò, il 7 maggio 1744, Elizabeth Drax, figlia di Henry Drax e di Elizabeth Ernle. Ebbero quattro figli:
- Frederick Berkeley, V conte di Berkeley (24 maggio 1745-8 agosto 1810);
- Lady Georgiana Augusta Berkeley (18 settembre 1749-24 gennaio 1820), sposò George Forbes, V conte di Granard, ebbero cinque figli;
- Lady Elizabeth Berkeley (17 dicembre 1750-13 gennaio 1828), sposò in prime nozze William Craven, VI barone di Craven, ebbero sette figli, sposò in seconde nozze Carlo Alessandro di Brandeburgo-Ansbach, non ebbero figli;
- George Cranfield Berkeley (1754-25 febbraio 1818), sposò Lady Emily Charlotte Lennox, ebbero cinque figli.

## Morte
Morì il 9 gennaio 1755 e fu sepolto a Berkeley.

## Ascendenza
|                                         |                                                     |                                                    | Genitori                                      |  |  | Nonni |  |  | Bisnonni                             |  |  | Trisnonni                             |  |
|                                         |                                                     |                                                    |                                               |  |  |       |  |  | George Berkeley, I conte di Berkeley |  |  | George Berkeley, VIII barone Berkeley |  |
|                                         |                                                     |                                                    |                                               |  |  |       |  |  | George Berkeley, I conte di Berkeley |  |  | George Berkeley, VIII barone Berkeley |  |
|                                         |                                                     | Elizabeth Stanhope                                 |                                               |  |  |       |  |  | George Berkeley, I conte di Berkeley |  |  |                                       |  |
| Charles Berkeley, II conte di Berkeley  |                                                     |                                                    |                                               |  |  |       |  |  | George Berkeley, I conte di Berkeley |  |  |                                       |  |
|                                         |                                                     | Elizabeth Massingberd                              | John Massingberd                              |  |  |       |  |  |                                      |  |  |                                       |  |
|                                         |                                                     | Elizabeth Massingberd                              | John Massingberd                              |  |  |       |  |  |                                      |  |  |                                       |  |
|                                         |                                                     | Elizabeth Massingberd                              | Cecilia Pettit                                |  |  |       |  |  |                                      |  |  |                                       |  |
| James Berkeley, III conte di Berkeley   |                                                     | Elizabeth Massingberd                              |                                               |  |  |       |  |  |                                      |  |  |                                       |  |
|                                         |                                                     | Baptist Noel, III visconte Campden                 | Edward Noel, II visconte Campden              |  |  |       |  |  |                                      |  |  |                                       |  |
|                                         |                                                     | Baptist Noel, III visconte Campden                 | Edward Noel, II visconte Campden              |  |  |       |  |  |                                      |  |  |                                       |  |
|                                         |                                                     | Baptist Noel, III visconte Campden                 | Juliana Noel                                  |  |  |       |  |  |                                      |  |  |                                       |  |
| Elizabeth Noel                          |                                                     | Baptist Noel, III visconte Campden                 |                                               |  |  |       |  |  |                                      |  |  |                                       |  |
|                                         |                                                     | Hester Wotton                                      | Thomas Wotton, II barone Wotton               |  |  |       |  |  |                                      |  |  |                                       |  |
|                                         |                                                     | Hester Wotton                                      | Thomas Wotton, II barone Wotton               |  |  |       |  |  |                                      |  |  |                                       |  |
|                                         |                                                     | Hester Wotton                                      | Mary Throckmorton                             |  |  |       |  |  |                                      |  |  |                                       |  |
| Augustus Berkeley, IV conte di Berkeley |                                                     | Hester Wotton                                      |                                               |  |  |       |  |  |                                      |  |  |                                       |  |
|                                         | Charles II, re d'Inghilterra, di Scozia e d'Irlanda | Charles I, re d'Inghilterra, di Scozia e d'Irlanda |                                               |  |  |       |  |  |                                      |  |  |                                       |  |
|                                         | Charles II, re d'Inghilterra, di Scozia e d'Irlanda | Charles I, re d'Inghilterra, di Scozia e d'Irlanda |                                               |  |  |       |  |  |                                      |  |  |                                       |  |
|                                         | Charles II, re d'Inghilterra, di Scozia e d'Irlanda | Henriette-Marie de France                          |                                               |  |  |       |  |  |                                      |  |  |                                       |  |
| Charles Lennox, I duca di Richmond      | Charles II, re d'Inghilterra, di Scozia e d'Irlanda |                                                    |                                               |  |  |       |  |  |                                      |  |  |                                       |  |
|                                         |                                                     | Louise Renée de Penancoët de Kérouaille            | Guillaume de Penancoët, signore di Kérouaille |  |  |       |  |  |                                      |  |  |                                       |  |
|                                         |                                                     | Louise Renée de Penancoët de Kérouaille            | Guillaume de Penancoët, signore di Kérouaille |  |  |       |  |  |                                      |  |  |                                       |  |
|                                         |                                                     | Louise Renée de Penancoët de Kérouaille            | Marie de Plœuc de Tymeur                      |  |  |       |  |  |                                      |  |  |                                       |  |
| Louisa Lennox                           |                                                     | Louise Renée de Penancoët de Kérouaille            |                                               |  |  |       |  |  |                                      |  |  |                                       |  |
|                                         |                                                     | Francis Brudenell, barone Brudenell                | Robert Brudenell, II conte di Cardigan        |  |  |       |  |  |                                      |  |  |                                       |  |
|                                         |                                                     | Francis Brudenell, barone Brudenell                | Robert Brudenell, II conte di Cardigan        |  |  |       |  |  |                                      |  |  |                                       |  |
|                                         |                                                     | Francis Brudenell, barone Brudenell                | Anne Savage                                   |  |  |       |  |  |                                      |  |  |                                       |  |
| Anne Brudenell                          |                                                     | Francis Brudenell, barone Brudenell                |                                               |  |  |       |  |  |                                      |  |  |                                       |  |
|                                         |                                                     | Frances Savile                                     | Thomas Savile, I conte di Sussex              |  |  |       |  |  |                                      |  |  |                                       |  |
|                                         |                                                     | Frances Savile                                     | Thomas Savile, I conte di Sussex              |  |  |       |  |  |                                      |  |  |                                       |  |
|                                         |                                                     | Frances Savile                                     | Anne Villiers                                 |  |  |       |  |  |                                      |  |  |                                       |  |
|                                         |                                                     | Frances Savile                                     |                                               |  |  |       |  |  |                                      |  |  |                                       |  |